# 迷藏
《迷藏》是科幻小說家倪匡的作品，為衛斯理系列的第五十六本著作，正式編號為42。該小說起初連刊於1978年9月26日至同年的12月25日的《明報》之中，後來在1986年出版。故事以穿越時空和前世今生為主題。書中提及人確實有前世今生，並可藉由進入幻覺中，在時空中穿越，自由來去兩世之間。

## 故事內容

### 不准捉迷藏的禁令
在某天，白素突然收到其表妹高彩虹於西班牙北方庇里牛斯山的歐洲小國安道爾寄來的彩色明信片，並提到她在歐洲之旅所到訪的古堡『大公古堡』中，發現了一個令人難以理解的神秘指令：『不可在堡內捉迷藏』。為此，彩虹希望她的無所不知表姐夫衛斯理能給予她一個解釋，但衛斯理卻對此毫不感到興趣，並認為她是鬧著玩以及胡說八道，認為她這位「超齡兒童」做的「無聊事」不加理會，並沒有到訪安道爾的意願。

### 神秘的銅牌
後來，彩虹寄來了一個郵包，內附有一面古堡主人—保能大公簽署的銅牌，上面刻有法文與西班牙文「不可在堡內捉迷藏」的指令，再加上白素的推波助瀾，使衛斯理漸漸的感到事件的吸引力，但基於之前他對此事不聞不問和面子問題，於是他托好友歐洲歷史學家王居風協助高彩虹解決古堡古怪的指令。

### 回到了一千年前
抵達安道爾的王居風與高彩虹一見如故，並漸漸的對她產生了「感覺」。性格調皮愛玩的高彩虹忽然突發其想：要求與王居風玩一次捉迷藏，暗戀她的王居風表示支持。就在王居風躲起來之時，他不知不覺的返回了一千年前的安道爾，他不是王居風，而是一位叫莫拉的農奴，負責興建當時還未建成的大公古堡工作，但由於過於辛苦而逃走，後來被人發現的他最終被判絞刑 。正當王居風遇上這遭遇時，高彩虹一直未能尋找到王居風。因此，她打電話向衛斯理求助。

### 古堡裡的眾神
當衛斯理到來時，失蹤的王居風出現，又再使衛斯理誤會，認為他們這兩個超齡兒童是要胡鬧。於是他離開了兩人，而王居風與高彩虹，則返回冬季期間據說被神靈佔據，正在閉館關門中的古堡。後來，他們兩人再度不知所終。為此，衛斯理在古堡發現不到他們時更肯定二人是在開玩笑，且躲在暗道中，準備嘲笑他。所以決定不加理會，並駕車離開了，這時他的汽車意外被一塊重達五十公斤的大石擊中，衛斯理卻找不到投石機。到此時，衛斯理已經排除了兩人開玩笑的可能性，並且下山去尋找古堡管理員，前幾日與高彩虹有過接觸的古昂，協助找出暗道。

### 被當作兇手
衛斯理在鎮上的酒吧中找到古昂，但古昂卻不認為古堡中存在其他未知的暗道，並且告訴衛斯理一件怪異的事：古堡經常有一些小物件無故失蹤，有些東西卻忽然出現在古堡的各地，但共通點都是發生於古堡東翼之中。當衛斯理與古昂在古堡的時候，古昂突然消失了，五分鐘後，當他再出現時，胸口卻有一個巨大的傷口，而他的死因，則是被歐洲中世紀封建時代的武器鏈球擊斃的。由於當時古堡只有衛斯理和古昂兩人，故此衛斯理成為了殺人兇手。

### 在檔案室查閱大公古堡資料
衛斯理為了洗脫罪名和處罰，在檔案室查閱大公古堡資料。他得到相信他的官員康司押後審判日期，並用這段期間到博物館尋找證據。同時，他找來了白素協助以加快進度。在他們閱讀資料時，卻發現了一份文獻，記錄農奴莫拉在上絞刑台後，吊死後的屍體瞬間消失、一個會噴火的物件出現(即打火機，但當時沒有人知道是何物)、一位軍官在決鬥比武中被鍊球擊斃死亡後，屍骸卻離奇不見了，等等「非官方」的文件記載。

### 來自過去的訊息
當衛斯理在檔案室中，和前來協助的白素繼續閱讀大公古堡的相關資料時，他們意外得知康司這政府高官，忽然去了一個叫波爾的小山村。因為當地有一名牧羊人通報，說這兒有一男一女的東方人，將一些東西交給了一位名為費遜的女孩。衛斯理和白素得知消息後，兩人相信這一男一女的東方人就是王居風和高彩虹，因此也從檔案室開溜了。跟隨康司的腳步，搭乘卡車來到山區的兩人，發現波爾山村交通不便，兩人坐驢子到波爾山村去。原來，費遜從忽然顯現又忽然消失的王、高兩人手中得到一個精美的琺瑯木盒，內附有一卷錄音帶。

### 時間的旅人
在錄音帶中，彩虹及居風告訴衛斯理和白素有關他們失蹤的事：當天兩人在古堡消失了後，兩人先後返回了不同的時期如在巴黎等地，但同樣都是二人在一起。在一次到了1958年，二人雖然知道了穿梭時空的要決，但因未有太大把握的關係，於是借錄音機將一切告知衛斯理。在此時，衛、白兩人肯定了之前的結論：古堡東翼是一道可穿梭時空的通道，但並非所有人也能通過，故此保能大公下令不准在古堡中捉迷藏；人並不是只有一生，而是無盡以及與現在相識的人有一定的緣分。

### 尾聲
在此時，衛、白兩人肯定了之前的結論：古堡東翼是一道可穿梭時空的通道，但並非所有人也能通過，故此保能大公下令不准在古堡中捉迷藏；一同在場聆聽的康司到此時更相信衛斯理和白素，但由於衛斯理他謀殺古昂的嫌疑太大，故此暗中助兩人逃離安道爾，但衛斯理因通緝令，在未來40年也不能進入安道爾，故事結束。

## 相關人物
- 衛斯理

作品中的主角，當他收到白素表妹高彩虹一封信，提及關於安道爾古堡不可以捉迷藏的指令時，認為她這位「超齡兒童」做的「無聊事」不加理會，並沒有到訪安道爾的意願。但後來他得悉好友王居風失蹤後，即抵達這歐洲小國，後來他先後認識了古堡管員古昂、得悉王居風突然成為了農奴莫拉、發現高王兩人失蹤、被指殺死古昂使他和白素肯定古堡的東翼是一道可穿梭時空的通道以及人有多於一生的生命，而是身份不同而已。
- 白素

衛斯理之妻，她在收到表妹高彩虹的問題後鼓勵衛斯理去查探一下。隨後，衛斯理被捕後，白素來到安道爾幫助衛斯理理解事件的真相，她是繼王居風後第二個提出人的失蹤是去了前生與更早的前生。最後，她與衛斯理肯定了這種說法。
- 高彩虹

白素的表妹，是一位二十五歲左右的少女，出生於富裕家庭之中，由於沒有經濟問題，因此她經常周遊到國，以「增廣見聞」。但衛斯理卻一直認為她只愛玩，是一位「超齡兒童」。
正如衛斯理所說，高彩虹性格胡鬧好玩，如她曾經明知古堡有不准玩捉迷藏的指令依要與王居風玩這遊戲、曾對古昂諷刺古堡及在古堡關門期間偷進古堡，而惹來了一連串的事發生。到最後，彩虹在「以前」與王居風結婚，並繼續他們的時空穿梭。
- 王居風

歐洲史權威，以博士身份畢業於柏林大學與劍橋大學。是衛斯理的好友之一，他出生於工業家族中，但卻對自己的家業不感興趣，只愛歐洲史，並對歐洲的小國如安道爾、盧森堡及列支敦士登等的歷史有專門的認識，是位歐洲史的狂熱份子，幾乎他所說的每一句話都與歷史有關，如在他罵衛斯理時引用了英格蘭伊丽莎白一世的「上十次斷頭台」、用威廉三世收降詹姆斯二世的史實向高彩虹表白。
在性格上，王居風本來為人嚴肅，衛斯理認識他好幾年也未見過他的笑容，但後來對高彩虹有「好感」後則變得愉快了。到作品的結尾，王居風與高彩虹成為了夫婦。
- 古昂

安道爾人，是大公古堡的管理員之一，他的父親和叔叔曾在他兒時在古堡中不知所終，並認為他們是去了法國或西班牙尋求較好的生活。後來經衛斯理的迫使下才相信古堡真的存在問題。
到故事的中部，他突然在古堡在被中古世紀的武器擊斃。
- 康司

安道爾政府的內政部副部長及檢察署官員，一直相信衛斯理沒有殺人，並協助衛斯理用一個月的時期找出證據。最終，由於事件實在太難使人相信加上他殺古昂的謙疑太大，因此提出並幫助他們逃離安道爾。
- 費遜

安道爾山村波爾一位十七八歲的少女，一直在貧困的山村長大，對外面的世界欠缺了解，例如她並不知道什麼是錄音帶、未乘過汽車 。但為了有一個更好的將來，她希望到巴黎求學。最終，衛斯理與白素從她手中得到那精美的琺瑯木盒後，向她買了這盒子，使她令夢想成真的到巴黎讀書。
- 保能大公

中古世紀安道爾的大公，為人有能但卻自大殘酷，以小國寡民卻曾威脅歐洲局勢。如他將建造古堡時，逃走的三百位農奴，一律處死，並認為自己無所不能，但同時他以「小國寡民」威脅當時的歐洲局勢，是一位出色的軍事家。
- 娜亞雯

大公古堡的女侍，意外被保能大公誤殺，是彩虹的前世。
- 莫拉

保能大公的農奴，在修築大公古堡時逃跑，後來被吊死，是王居風的前世。

## 作者想要表達的想法
- 《迷藏》這故事起源於時間之旅。故事以穿越為主題。主角衛斯理與白素，收到白素(後者)表妹高彩虹寄來，自歐洲西班牙北方比里牛斯山區小國安道爾的大公古堡，一塊令人難以解釋的銅牌而起，來自歐洲小國安道爾古堡的這塊銅牌，上面寫的是古堡內不准捉迷藏，違者處死，衛斯理因好奇心展開了偵查。發現人確實有前世今生，並可藉由進入自身時間幻覺，在時間中自由來去。人在世上並不是只有一生，而是無盡的靈魂之旅。以及與現在相識的人有一定的緣分。
- 在《迷藏》這小說中，作者借由書中角色「保能大公」這個人物，對強權作出了諷刺。是非成敗轉頭空，時間會帶走一切，又何必執著於當下?

## 漫畫
- 新加坡漫畫家黃展鳴於1998年2月17日發表了衛斯理《迷藏》漫畫
  - 出版社：台灣時報文化
  - 封面: http://www.readingtimes.com.tw/ReadingTimes/Upload/rtbook_cover/rtfg/fg0024.gif （页面存档备份，存于）

## 廣播劇
- 大陸廣州電台於2004年起以粵語首播衛斯理廣播劇，由主播講出《迷藏》故事。
  - 主播:陳波
  - 合共19集

## 資料來源
1. ↑  .   [2012-02-20]. （原始内容存档于2012-04-05）.
2. ↑  序言
3. ↑  迷藏 – 第一部 – P.3
4. 1 2  迷藏 – 第一部 – P.9
5. ↑  迷藏 – 第三部 – P.77
6. ↑  迷藏 – 第四部 – P.95-99
7. ↑  迷藏 – 第一部 – P.19
8. ↑  迷藏 – 第三部 - P.84
9. ↑  迷藏 – 第五部 – P.131-133
10. ↑  迷藏 – 第六部 – P.134
11. ↑  迷藏 – 第六部 – P. 137-141
12. ↑  迷藏 – 第七部 – P. 165-179
13. ↑  迷藏 – 第八部 – P. 181-186
14. ↑  迷藏 – 第八部 – P. 194-199
15. ↑  迷藏 – 第十部 – P. 235-253
16. 1 2  迷藏 – 第八部 – P. 187 -202
17. 1 2  迷藏 – 第八部 – P. 203 -206
18. ↑  迷藏 – 第十部 – P. 254
19. ↑  迷藏 – 第一部 – P. 4
20. ↑  迷藏 – 第一部 – P.1-2
21. ↑  迷藏 – 第一部 – P.9-13
22. ↑  迷藏 – 第三部 – P.66
23. ↑  迷藏 – 第一部 – P.33
24. ↑  迷藏 – 第六部 – P.149
25. ↑  迷藏 – 第七部 – P.169
26. ↑  迷藏 – 第十部 – P.233-234
27. ↑  迷藏 – 第一部 – P.22

| 前任者： 041 願望猴神 | 衛斯理系列（按編號） 042                               | 繼任者： 043 天書 |
| 前任者： 洞天         | 衛斯理系列（按連載時序） 1978年9月26日至1978年12月25日 | 繼任者： 天書     |